# Majorant
Majorant är ett begrepp inom mängdlära. Om en mängd M är uppåt begränsad, kallas varje tal som är större än alla element i M för majoranter till denna. Den minsta majoranten (om den finns) kallas supremum.
Motsvarande beteckning för tal mindre än alla element i en mängd är minorant.